# Katja Koukkula
Katja Koukkula este o dansatoare profesionistă din Finlanda. În anul 2007 , a căștigat Concursul de dans Eurovision , avându-l ca partener pe Jussi Väänänen.